# Olympische Sommerspiele 2024/Teilnehmer (Vereinigte Arabische Emirate)
| Gelbes Symbol für Goldmedaillen mit stilisierten Olympischen Ringen | Graues Symbol für Silbermedaillen mit stilisierten Olympischen Ringen | Braundes Symbol für Bronzemedaillen mit stilisierten Olympischen Ringen |
| ------------------------------------------------------------------- | --------------------------------------------------------------------- | ----------------------------------------------------------------------- |
| —                                                                   | —                                                                     | —                                                                       |

Die Vereinigten Arabischen Emirate nahmen an den Olympischen Spielen 2024 vom 26. Juli bis zum 11. August 2024 in Paris teil. Es war die insgesamt elfte Teilnahme an Olympischen Sommerspielen.

## Teilnehmer nach Sportarten

### Judo
Über die IJF-Weltrangliste konnten sich sechs Judokas aus den Vereinigten Arabischen Emiraten qualifizieren.
| Athleten                  | Wettbewerb         | 1. Runde      | 1. Runde | 2. Runde  | 2. Runde | Achtelfinale  | Achtelfinale  | Viertelfinale | Viertelfinale | Halbfinale / Trostrunde | Halbfinale / Trostrunde | Finale / Platz 3 | Finale / Platz 3 | Rang |
| Athleten                  | Wettbewerb         | Gegner        | Ergebnis | Gegner    | Ergebnis | Gegner        | Ergebnis      | Gegner        | Ergebnis      | Gegner                  | Ergebnis                | Gegner           | Ergebnis         | Rang |
| ------------------------- | ------------------ | ------------- | -------- | --------- | -------- | ------------- | ------------- | ------------- | ------------- | ----------------------- | ----------------------- | ---------------- | ---------------- | ---- |
| Frauen                    |                    |               |          |           |          |               |               |               |               |                         |                         |                  |                  |      |
| Bishreltiin Khorloodoi    | Klasse bis 52 kg   | Zhu Y.        | 10s2:0s3 | —         | —        | M. Ballhaus   | 0s1:11s1      | ausgeschieden | ausgeschieden | ausgeschieden           | ausgeschieden           | ausgeschieden    | ausgeschieden    | 9    |
| Männer                    |                    |               |          |           |          |               |               |               |               |                         |                         |                  |                  |      |
| Bayanmönkhiin Narmandakh  | Klasse bis 66 kg   | An B.-u.      | 0s1:10s1 | —         | —        | ausgeschieden | ausgeschieden | ausgeschieden | ausgeschieden | ausgeschieden           | ausgeschieden           | ausgeschieden    | ausgeschieden    | 17   |
| Nugzar Tatalashvili       | Klasse bis 81 kg   | Freilos       | Freilos  | A. Gandía | 0:11s1   | ausgeschieden | ausgeschieden | ausgeschieden | ausgeschieden | ausgeschieden           | ausgeschieden           | ausgeschieden    | ausgeschieden    | 17   |
| Aram Grigorian            | Klasse bis 90 kg   | D. Bobonov    | 10:0     | M. Nyman  | 10:0     | S. Murao      | 0:10          | ausgeschieden | ausgeschieden | T. Tselidis             | 0:10                    | ausgeschieden    | ausgeschieden    | 7    |
| Dzhafar Kostoev           | Klasse bis 100 kg  | L. Gonçalves  | 10:1     | M. Korrel | 0:1      | ausgeschieden | ausgeschieden | ausgeschieden | ausgeschieden | ausgeschieden           | ausgeschieden           | ausgeschieden    | ausgeschieden    | 9    |
| Magomedomar Magomedomarov | Klasse über 100 kg | M. E. M. Lili | 10:0     | T. Riner  | 0:10     | ausgeschieden | ausgeschieden | ausgeschieden | ausgeschieden | ausgeschieden           | ausgeschieden           | ausgeschieden    | ausgeschieden    | 9    |

### Leichtathletik
Laufen und Gehen
| Athleten      | Wettbewerb | Vorlauf | Vorlauf | Halbfinale    | Halbfinale    | Finale        | Finale        | Rang |
| Athleten      | Wettbewerb | Zeit    | Rang    | Zeit          | Rang          | Zeit          | Rang          | Rang |
| ------------- | ---------- | ------- | ------- | ------------- | ------------- | ------------- | ------------- | ---- |
| Frauen        |            |         |         |               |               |               |               |      |
| Mariam Kareem | 100 m      | 13,26 s | 30      | ausgeschieden | ausgeschieden | ausgeschieden | ausgeschieden | 30   |

### Radsport
Über die UCI-Straßen-Weltrangliste nach Nationen erhielten die Vereinigten Arabischen Emirate einen Nachrückerstartplatz für das Straßenrennen der Frauen.

#### Straße
| Athleten         | Wettbewerb    | Zeit | Rang |
| ---------------- | ------------- | ---- | ---- |
| Frauen           |               |      |      |
| Safiya Al Sayegh | Straßenrennen | DNF  | DNF  |

### Reiten
Über das Qualifikationsevent der Gruppe F (Afrika und Mittlerer Osten) qualifizierte sich die Mannschaft aus den Vereinigten Arabischen Emiraten für den Wettbewerb im Springreiten, wodurch auch im Einzel drei Reiter an den Start gehen durften.

#### Springreiten
| Athleten | Wettbewerb | Strafpunkte   | Strafpunkte   | Strafpunkte   | Strafpunkte   | Strafpunkte   | Strafpunkte   | Rang |
| Athleten | Wettbewerb | Einzelwertung | Einzelwertung | Einzelwertung | Nationenpreis | Nationenpreis | Nationenpreis | Rang |
| Athleten | Wettbewerb | 1. Umlauf     | 2. Umlauf     | Stechen       | 1. Umlauf     | 2. Umlauf     | Stechen       | Rang |
| --- | ---------- | ------------- | ------------- | ------------- | ------------- | ------------- | ------------- | ---- |
| Salim Ahmed Al-Suwaidi mit Foncetti vd Heffinck                                                                   | Einzel     | (16)          | ausgeschieden | ausgeschieden | —             | —             | —             | 61   |
| Abdullah Mohd al-Marri mit Mcgregor                                                                               | Einzel     | Aufgabe       | ausgeschieden | ausgeschieden | —             | —             | —             | ―    |
| Omar al-Marzooqi mit Enjoy de La Mure                                                                             | Einzel     | (1)           | (8)           | ―             | —             | —             | —             | 19   |
| Ali Hamad al-Kirbi mit Jarlin de Torres Abdullah Mohd al-Marri mit Mcgregor Omar al-Marzooqi mit Enjoy de La Mure | Mannschaft | —             | —             | —             | (72)          | ausgeschieden | ausgeschieden | 18   |

### Schwimmen
| Athleten            | Wettbewerb     | Vorlauf     | Vorlauf | Halbfinale    | Halbfinale    | Finale        | Finale        | Rang |
| Athleten            | Wettbewerb     | Zeit        | Rang    | Zeit          | Rang          | Zeit          | Rang          | Rang |
| ------------------- | -------------- | ----------- | ------- | ------------- | ------------- | ------------- | ------------- | ---- |
| Frauen              |                |             |         |               |               |               |               |      |
| Maha al-Shehhi      | 200 m Freistil | 2:17,17 min | 28      | ausgeschieden | ausgeschieden | ausgeschieden | ausgeschieden | 28   |
| Männer              |                |             |         |               |               |               |               |      |
| Yousuf al-Matrooshi | 100 m Freistil | 50,39 s     | 44      | ausgeschieden | ausgeschieden | ausgeschieden | ausgeschieden | 44   |